# Jean Bouchaud (Schauspieler)
Jean Bouchaud (* 3. August 1936 in Marseille) ist ein französischer Schauspieler und Drehbuchautor.

## Leben und Wirken
Als Sohn eines Kapitäns der französischen Handelsmarine verbrachte Jean Bouchaud seine Kindheit in Marseille. Im Alter von 13 Jahren wechselte die Familie nach Paris. Bouchaud erhielt dort seine Ausbildung zum Schauspieler bei Jean Vilar. Es folgten Auftritte in verschiedenen Pariser Theatern und Kabaretts, unter anderem an der Seite von Pierre Richard. Anschließend wechselte er an das Théâtre de la Cité in Caen, wo er in Die Hochzeit des Figaro von Beaumarchais oder in Ibsens Hedda Gabler auftrat.
Aus Jean Bouchauds Feder stammen etliche Drehbücher und Dialoge. Beispielsweise schrieb er die Texte für das Musical Show effroi, das von Jean-Christophe Averty mit der Musik von Georges Moustaki inszeniert wurde. Zwischen 1960 und 2009 wirkte Jean Bouchaud auch in zahlreichen Spielfilmen und Fernsehproduktionen meist französischer Herkunft mit. Allerdings hatte er auch Auftritte in internationalen Produktionen wie der deutsch-britischen Fernsehserie Blaues Blut.
Jean Bouchaud ist der Vater des Schauspielers Nicolas Bouchaud.

## Filmografie (Auswahl)
- 1960: Cyrano de Bergerac (Fernsehfilm)
- 1961: Speisekarte der Liebe
- 1963: Der Ritter der Königin (Le chevalier de Maison Rouge) (Fernsehserie, 4 Folgen)
- 1964: Der Zug (The Train)
- 1971: Kommando Cobra
- 1972: Das Attentat
- 1973: Ich weiß von nichts und sage alles
- 1974: Fluchtpunkt Marseille
- 1975: Teufelskreis der Gewalt
- 1975: Zum Freiwild erklärt (Folle à tuer)
- 1976–1981: L’inspecteur mène l’enquête (Fernsehserie, 7 Folgen)
- 1980: Inspektor Loulou – Die Knallschote vom Dienst
- 1981: Le gros oiseau (Fernsehfilm)
- 1981: Julien Fontanes, Untersuchungsrichter (Fernsehserie, 1 Folge)
- 1982: Merci Bernard (Fernsehserie, 6 Folgen)
- 1984: L’appartement (Fernsehserie, 1 Folge)
- 1986: Manons Rache
- 1986: Sommer ’36 (Fernsehfilm)
- 1989–1990: Blaues Blut (Fernsehserie, 3 Folgen)
- 1989: Die französische Revolution
- 1990: Die Fälle des Monsieur Cabrol (Fernsehserie, 1 Folge)
- 1991: Die Dame, die im Meer spazierte
- 1995: Die Affäre Dreyfus (Fernsehfilm)
- 1996: L’histoire du samedi (Fernsehserie, 1 Folge)
- 2005: Un coin d’Azur (Fernsehfilm)
- 2009: 12 balles dans la peau pour Pierre Laval (Fernsehfilm)
- 2009: L’affaire Salengro (Fernsehfilm)